# Procolpia regalis
Procolpia regalis är en insektsart som beskrevs av Bolívar, I. 1909. Procolpia regalis ingår i släktet Procolpia och familjen Romaleidae. Inga underarter finns listade i Catalogue of Life.